# Курін Віктор Миколайович
Віктор Миколайович Курін (24 лютого 1934, Свердловськ, нині Довжанськ — 13 травня 2005, Київ) — український співак (баритон), педагог, народний артист України (2000). Народний артист Молдови (1974). Лауреат Всесоюзного конкурсу вокалістів імені М. Глинки (Москва, 1962), Всеукраїнського імені М. Лисенка (Київ, 1962). Професор Національної музичної академії України ім. П. І. Чайковського.

## Життєпис

Могила Віктора Куріна

Народився Віктор Курін 24 лютого 1934 року в місті Свердловську (нині Довжанськ) Луганської області. В 1959—1964 роках навчався в Київській консерваторії в класі професора Дометія Євтушенка.
У 1954—1964 роках — соліст Ансамблю пісні і танцю Київського військового округу (нині — Ансамбль Збройних Сил України). У 1964—1975 роках — соліст (баритон) Молдавського, а в 1975—1988 роках — Київського театру
опери та балету.
З 1982 року викладав у Київській консерваторії на кафедрі сольного співу (з 1996 року — професор).
У 2000 році Віктор Курін удостоєний звання Народний артист України.
Донька — оперна режисерка, продюсерка Тетяна Зозуля (нар. 1961).
Помер на 72-му році життя 13 травня 2005 року у Києві. Похований на Байковому кладовищі (ділянка № 49б, 50°25′2.90″ пн. ш. 30°30′3.40″ сх. д. / 50.4174722° пн. ш. 30.5009444° сх. д.).

## Творчість
Партії:
- Ріголетто («Ріголетто»), Граф ді Луна («Трубадур»), Амонасро («Аїда»), Жермон («Травіата») Дж. Верді, Фігаро («Севільський цирульник» Дж. Россіні), Валентин («Фауст» Ш. Гуно), Пролог і Тоніо («Паяци» Р. Леонкавалло), Остап («Тарас Бульба» М. Лисенка), Султан («Запорожець за Дунаєм» А.Гулак-Артемовського), Мішуков («Тихий Дон» І. Дзержинського), Єлецький («Пікова дама»), Князь («Чародійка»), Мазепа («Мазепа») П. Чайковського, Брудної («Царська наречена» М. Римського-Корсакова), Князь Ігор («Князь Ігор» О. Бородіна) та інші.

У 1974 році знявся в телефільмі «Співає Віктор Курін».